# Õismäe
Õismäe is een subdistrict of wijk (Estisch: asum) binnen het stadsdistrict Haabersti in Tallinn, de hoofdstad van Estland. De wijk telde 1.226 inwoners op 1 januari 2020. De naam betekent ‘Bloesemheuvel’. In Haabersti is ook een wijk Väike-Õismäe, ‘Kleine bloesemheuvel’. De wijken grenzen niet aan elkaar.
Õismäe grenst vanaf het noorden met de wijzers van de klok mee aan de Baai van Kopli (onderdeel van de Baai van Tallinn) en de wijken Rocca al Mare, Haabersti, Pikaliiva, Vismeistri en Kakumäe.

## Geschiedenis

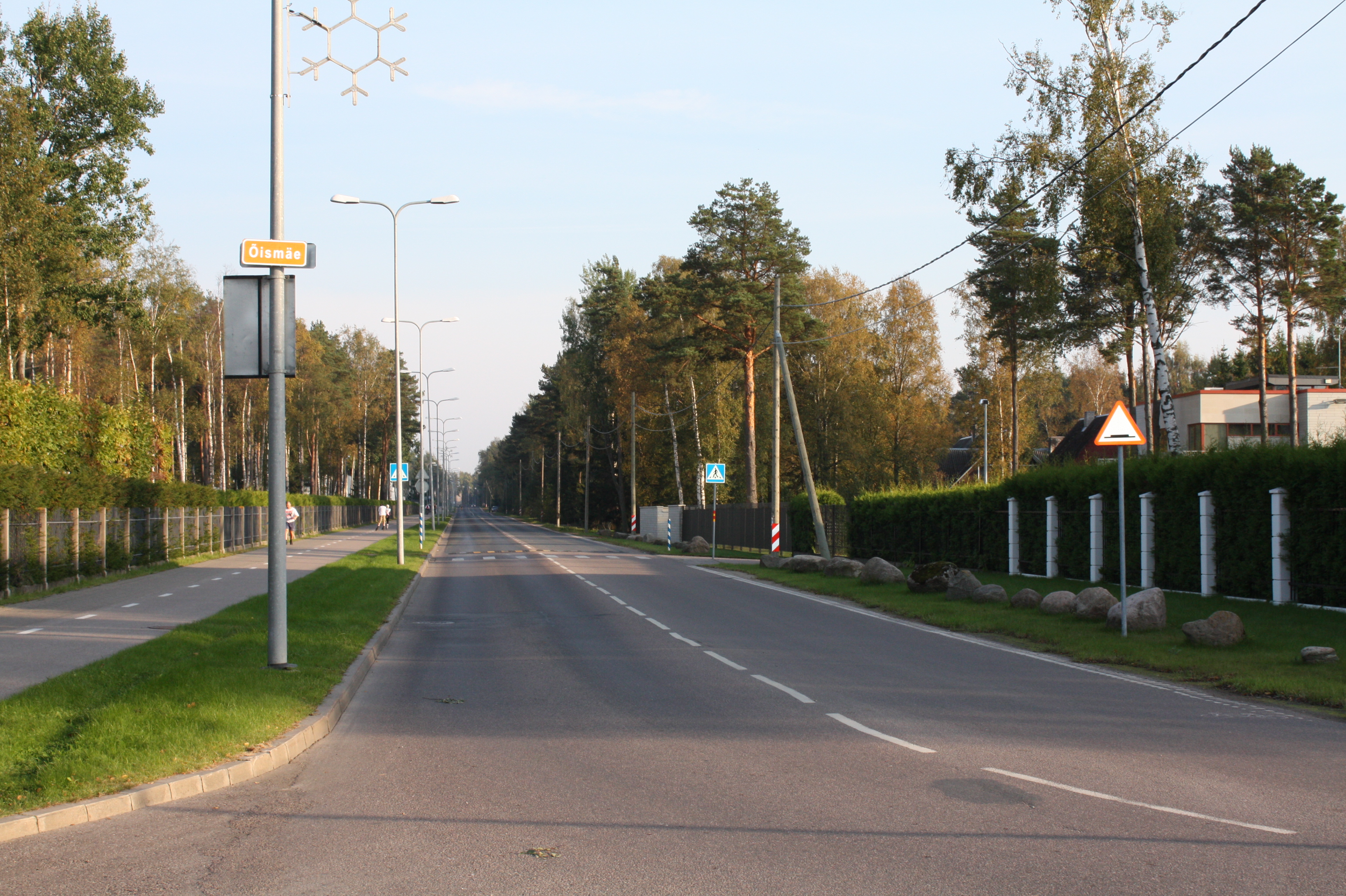
Een straat in Õismäe

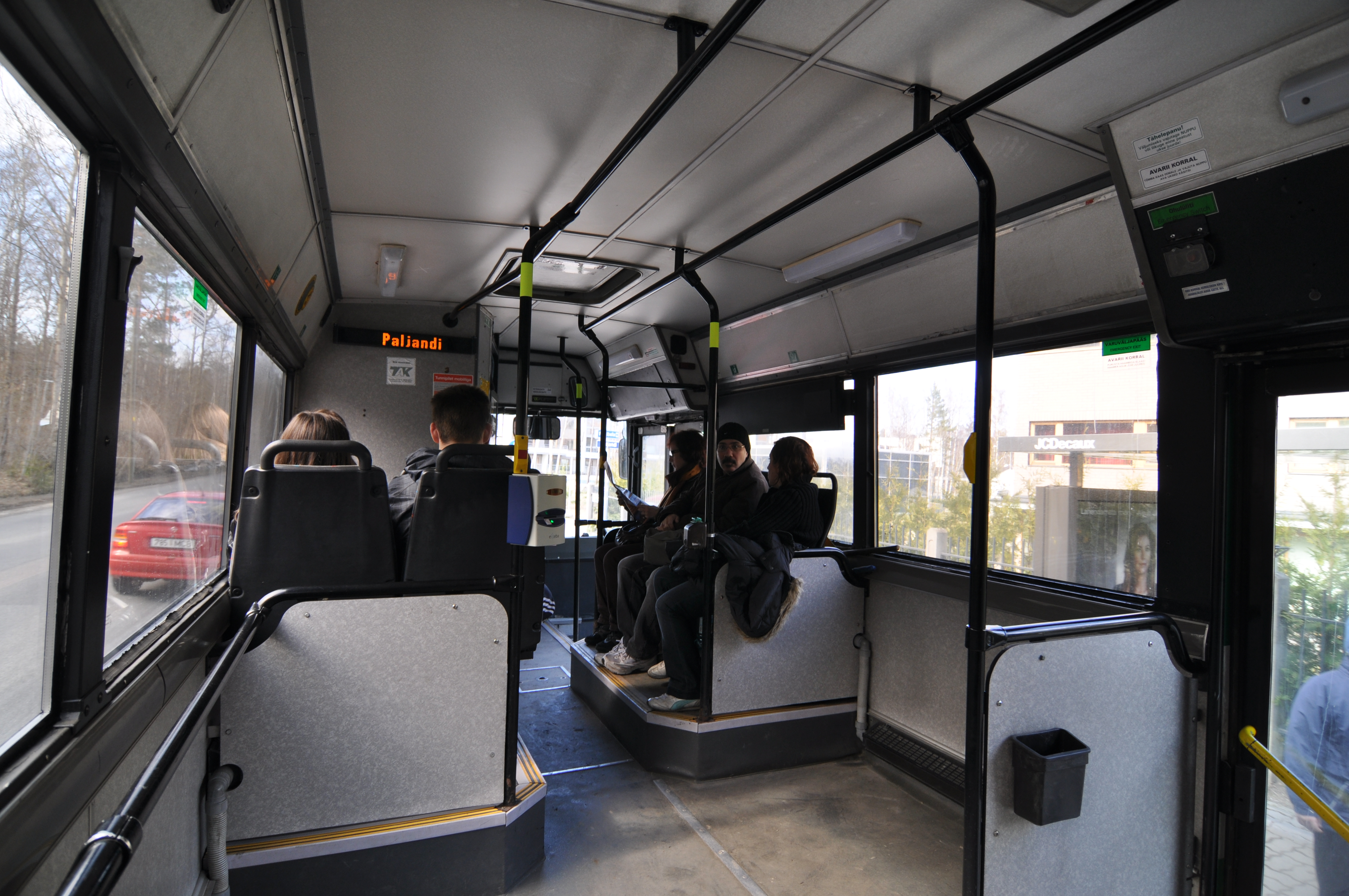
Interieur van een bus, stoppend bij de halte Paljandi in Õismäe

In een document uit 1440 werd Õismäe voor het eerst genoemd als ‘Laddienpäh, Lapwenpe, Ladenpe, anders geheten Hensinck’. Vanaf 1549 vielen de nederzettingen in het gebied onder de verantwoordelijkheid van de leden van de Tallinnse gemeenteraad. In de 17e eeuw werd het weideland van Õismäe als hooiland gebruikt en stond het gebied bekend onder de naam Heise-Nehm (neem is Estisch voor ‘landtong’).
In 1697 werd voor het eerst vermeld dat in het gebied een dorp lag, dat in het Duits Eismeggi of Essemeggi werd genoemd. Het dorp was lange tijd een zelfstandige gemeente, maar raakte twee keer grondgebied kwijt. In 1863 kocht Baron Arthur Girard de Soucanton (1813–1884), een Duitstalige burgemeester van Tallinn, het gebied dat later de wijk Rocca al Mare zou worden. In 1958 werd het oostelijke deel van Õismäe door Tallinn geannexeerd. In 1975 nam Tallinn ook het restant van de gemeente over.

## Voorzieningen
De wijk is een tuindorp met veel groen en vrijstaande huizen, die doorgaans in particulier bezit zijn. Tussen 2001 en 2013 is een villabuurt met een gemeenschappelijk verwarmingssysteem, Merirahu Elamute ühendus, gebouwd. De afstand van Õismäe tot het centrum is ongeveer 7 km.
In het hart van de wijk ligt een moeras, het Õismäe raba, met een oppervlakte van 40 ha. Het is geen beschermd gebied, hoewel daar wel discussie over is.

## Vervoer
De wijk heeft twee grote doorgaande wegen: de Vana-Rannamõisa tee, die de grens met de wijk Pikaliiva vormt, en de Vabaõhumuuseumi tee (‘Openluchtmuseumweg’), die over een korte afstand de grens met Rocca al Mare en verderop over een korte afstand de grens met Kakumäe vormt.
Over beide wegen loopt een buslijn.